# Vučkovica (Lučani)

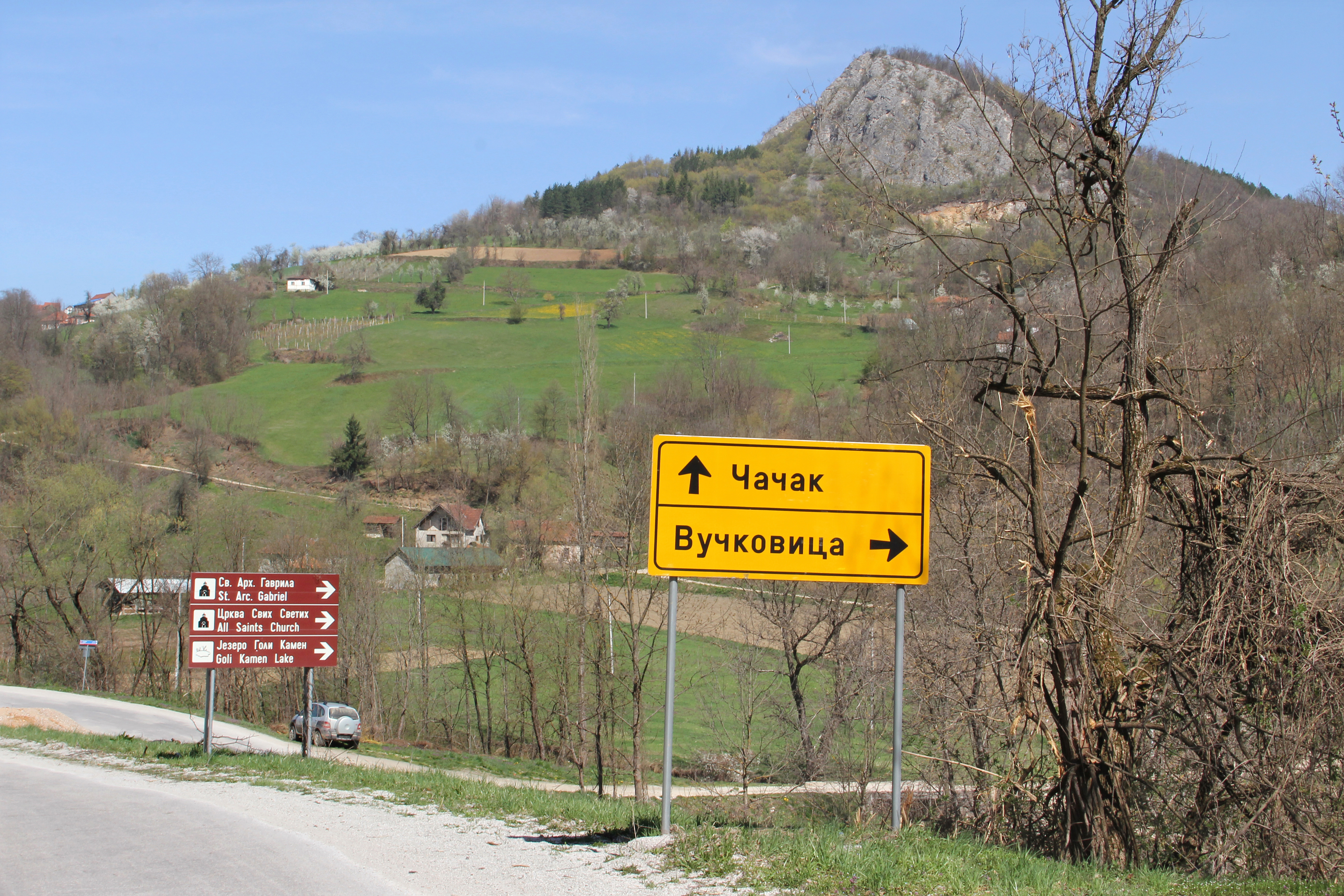
Uma estrada composta por muitas ladeiras e curvas com visitas maravilhosas

Vučkovica (em cirílico: Вучковица) é uma vila da Sérvia localizada no município de Lučani, pertencente ao distrito de Moravica, na região de Stari Vlah, Dragačevo. A sua população era de 328 habitantes segundo o censo de 2011.

## Demografia
| 1948 | 1953 | 1961 | 1971 | 1981 | 1991 | 2002 | 2011 |
| ---- | ---- | ---- | ---- | ---- | ---- | ---- | ---- |
| 743  | 811  | 769  | 731  | 587  | 488  | 443  | 328  |